# (18084) Adamwohl
(18084) Adamwohl (2000 HP47) – planetoida z pasa głównego asteroid okrążająca Słońce w ciągu 3,82 lat w średniej odległości 2,44 j.a. Odkryta 29 kwietnia 2000 roku.